# وانکانر
وانکانر (به انگلیسی: Wankaner) یک منطقهٔ مسکونی در هند است که در Wankaner Taluka واقع شده‌است. وانکانر ۴۳٬۸۸۱ نفر جمعیت دارد و ۸۱ متر بالاتر از سطح دریا واقع شده‌است.